# Paul Metzner (Botaniker)
Paul Metzner (* 18. Januar 1893 in Bad Warmbrunn, Landkreis Hirschberg, Provinz Schlesien; † 5. Mai 1968 in Gatersleben) war ein deutscher Botaniker.

## Allgemeine und wissenschaftliche Ausbildung
Metzner trat nach dem Besuch der 8-Klassenschule in das Volksschullehrerseminar Bautzen ein. Nach bestandener Abschlussprüfung erwarb er kurz danach die Reifeprüfung. Zu Ausbruch des Ersten Weltkrieges meldete er sich freiwillig für den Frontdienst, wurde jedoch aus gesundheitlichen Gründen freigestellt und arbeitete für das Rote Kreuz. Zum Sommersemester 1915 schrieb er sich an der Universität Leipzig für die Fächer Biologie, Physik und Chemie ein. Im Juli 1916 wurde Metzner als Sanitäter dienstverpflichtet. In dieser Funktion war er sowohl an der Front als auch in verschiedenen Lazaretten eingesetzt. Nach dem Krieg setzte er sein Studium in Leipzig fort und wurde 1920 mit einer Dissertation zur Reaktion von Bakterien (Spirillen) auf bestimmte Reize promoviert.

## Wissenschaftlicher Weg
1922 erhielt Metzner eine Assistentenstelle am Pflanzenphysiologischen Institut der Universität Berlin. Hier habilitierte er sich 1923 mit einer Arbeit über die Bewegungsmechanik der Spermatozoiden von Farnen und Moosen. In dieser Arbeit klärte er Aspekte der Geißelbewegung bei Spermatozoiden auf. Wegen Abwesenheit des Lehrstuhlinhabers agierte Metzner mehrfach als Lehrstuhlvertreter. Obwohl Metzner bis dato vor allem zu mikroskopischen Untersuchungsmethoden publiziert hatte, wurde er 1929 auf eine ordentliche Professur für Pharmakognosie an der Universität Tübingen berufen.
1930 erfolgte dann die Berufung auf eine ordentliche Professur für Botanik an der Universität Greifswald. Hier setzte Metzner seine Studien zur Reizphysiologie fort. Er regte zahlreiche Versuche zu Licht-, Schwerkraft- oder durch andere physikalische Reize induzierte Stoffwechselvorgänge in Pflanzen an. Dem allgemeinen Forschungstrend folgend verschob sich sein Forschungsschwerpunkt auf Stoffwechselprozesse unter Einfluss chemischer Verbindungen wie beispielsweise Hormonen. Dieses Forschungsprogramm wurde durch eine Reise nach Ostasien unterbrochen. Hier untersuchte Metzner Kulturpflanzen auf Java und die Kultivierung von Ananas auf Hawaii. 1932/33 lehrte Metzner an der Universität Honolulu als Gastprofessor.

### Metzner in der Ära des Nationalsozialismus
Nach Rückkehr von dieser Forschungsreise stellte Metzner die Botanik in den Dienst der Autarkiebestrebungen des Hitler-Regimes. Durch die Vernetzung zentraler Behörden mit der Landesbauernschaft erreichte er 1942 die Gründung eines Landwirtschaftlichen Laboratoriums. Auf Metzners Initiative hin übernahm die Universität Greifswald 1938 das Gut Koitenhagen und baute es zu einem universitären Lehr- und Versuchsgut um. Dies erwies sich im Hinblick auf die Versorgung der Patienten in den Kliniken mit Milch und anderen landwirtschaftlichen Produkten als Glücksfall. Auf dem Gut wurden allerdings auch mit Hilfe russischer Kriegsgefangener Anbauversuche im großen Stil durchgeführt. Für die Anlage des Botanischen Gartens und insbesondere des Arboretums setzte Metzner ebenfalls russische Kriegsgefangene ein. Von 1938 bis 1945 amtierte Metzner als Dekan der philosophischen Fakultät und unterstützte die Berufung von dem Nationalsozialismus affinen Personen auf Schlüsselpositionen der Universität. Von 1939 bis Januar 1940 diente Metzner als Sanitätssoldat in Lubmin, wurde dann aber für die Universität Greifswald unabkömmlich gestellt.

### Nachkriegsära
Nach Kriegsende trieb er die Gründung einer Landwirtschaftlichen Fakultät voran. Als im Nationalsozialismus belastet eingestuft konnte er keinerlei Einfluss auf die Stellenbesetzung nehmen. 1946 wurde er durch die Landesregierung entlassen, aber über projektmäßige Forschungsaufträge weiterbeschäftigt. In diesem Kontext führte er Studien zur Stickstoffanreicherung im Boden und zum Anbau von Ölsaaten durch. 1949 nahm Metzler eine Stelle als Leiter der physikalisch-physiologischen Abteilung am Institut für Kulturpflanzenforschung in Gatersleben (Sachsen-Anhalt) an. Neben der Leitungstätigkeit galt sein Forscherinteresse vor allen Dingen der Auswirkungen von Strahlung auf pflanzliche Substrate.